# Tonny van der Linden
Tonny van der Linden (Zuilen, 1932. november 29. – Vianen, 2017. június 23.) válogatott holland labdarúgó, csatár.

## Pályafutása
1956 és 1967 között az utrechti VV DOS labdarúgója volt, ahol egy bajnoki címet szerzett a csapattal. 1967 és 1970 között az USV Elinkwijk együttesében játszott.
1957 és 1963 között 24 alkalommal szerepelt a holland válogatottban és 17 gólt szerzett. 1961. október 22-én világbajnoki selejtezőn pályára lépett a Népstadionban Magyarország ellen. A mérkőzés 3–3-as döntetlennel zárult. Tonny van der Linden két góljával a 14. percben már 2–0-ra is vezetett a holland válogatott.

## Sikerei, díjai
VV DOS
- Holland bajnokság
  - bajnok: 1957–58